# Adam Pavlásek
Adam Pavlásek (Bílovec, República Txeca, 8 d'octubre de 1994) és un tennista txec.
El gener de 2017 va arribar al número 72 del rànking de l'ATP. A principis de 2015, Pavlásek va substituir Radek Štěpánek a la Copa Hopman, jugant conjuntament amb Lucie Šafářová. En aquell torneig aconseguiria derrotar el número 20 del món, l'italià Fabio Fognini, convertint-se en la seva primera victòria sobre un jugador del top 20.

## Palmarès

### Dobles masculins: 4 (0−4)
| Llegenda                          |
| --------------------------------- |
| Grand Slams (0−0)                 |
| ATP Finals (0−0)                  |
| ATP World Tour Masters 1000 (0−2) |
| ATP World Tour 500 (0−0)          |
| ATP World Tour 250 (0−2)          |

| Títols per superfície |
| --------------------- |
| Dura (0−2)            |
| Gespa (0−0)           |
| Terra batuda (0−2)    |

| Resultat  | Núm. | Data                  | Torneig         | Superfície   | Parella         | Oponents                            | Marcador            |
| --------- | ---- | --------------------- | --------------- | ------------ | --------------- | ----------------------------------- | ------------------- |
| Finalista | 1.   | 22 d'octubre de 2023  | Anvers, Bèlgica | Dura         | Ariel Behar     | Petros Tsitsipas Stéfanos Tsitsipàs | 7−6(5), 4−6, [8−10] |
| Finalista | 2.   | 4 de maig de 2024     | Madrid, Espanya | Terra batuda | Ariel Behar     | Sebastian Korda Jordan Thompson     | 3−6, 6−7(7)         |
| Finalista | 3.   | 3 de novembre de 2024 | París, França   | Dura (i)     | Lloyd Glasspool | Wesley Koolhof Nikola Mektić        | 6−3, 3−6, [5−10]    |
| Finalista | 4.   | 20 de juliol de 2025  | Bastad, Suècia  | Terra batuda | Jan Zieliński   | Guido Andreozzi Sander Arends       | 7−6(4), 5−7, [6−10] |